# Eknomiaster macauleyensis
Eknomiaster macauleyensis är en sjöstjärneart som beskrevs av HES Clark in HES Clark och D.G. McKnight 200. Eknomiaster macauleyensis ingår i släktet Eknomiaster och familjen ledsjöstjärnor.
Artens utbredningsområde är havet kring Nya Zeeland. Inga underarter finns listade i Catalogue of Life.